# 徳山病院
徳山病院（とくやまびょういん）は、医療法人周友会が山口県周南市に設置する病院。
徳山曹達（現・トクヤマ）の企業立病院を源流とする。

## 沿革
- 1952年（昭和27年）3月4日 - 徳山曹達健康保険組合により「徳山病院」として開設[1]。
- 1964年（昭和39年）12月31日 - 徳山曹達へ移管。
- 2005年（平成17年）1月1日 - トクヤマより経営譲渡。
- 2011年（平成23年）6月1日 - 医療療養病棟開設。
- 2013年（平成25年）2月1日 - 医療法人周友会として診療開始。
- 2020年（令和2年）10月1日 - 開設時からの建物（周南市新宿通1-16）から新築移転。療養病棟をなくしてすべて地域包括ケア病棟に変更している[2]。
- 2021年（令和3年）12月1日 - 病院の敷地内に24時間営業のフィットネスクラブである『エニタイムフィットネス』が開業。病院と店舗が連携し、「地域ヘルスケアプログラム」を提供する[3]。

## 診療科
- 内科[4]
- 循環器内科[4]
- 消化器内科（胃腸内科）[4]
- リハビリテーション科[4]
- 放射線科[4]
- リウマチ科[4]

## 医療機関の指定・認定
- 保険医療機関[4]
- 高齢者の医療の確保に関する法律（昭和57年法律第80号）第7条第1項に規定する医療保険各法及び同法に基づく療養等の給付の対象とならない医療並びに公費負担医療を行わない医療機関[4]
- 労災保険指定医療機関[4]
- 生活保護法指定医療機関（中国残留邦人等の円滑な帰国の促進並びに永住帰国した中国残留邦人等及び特定配偶者の自立の支援に関する法律（平成6年法律第30号）に基づく指定医療機関を含む。）[4]
- 在宅療養支援病院[4]
- 原子爆弾被害者一般疾病医療取扱医療機関[4]
- 救急告示病院[5]